# F1 (televizní stanice)
F1 byla televizní stanice Československé televize, která vysílala v letech 1990–1992. Byla nástupcem I. programu a zanikla rozpadem Československa.

## Historie
Po sametové revoluci v roce 1989 zahájila Československá televize (ČST) v květnu 1990 vysílání své třetí stanice OK3. K dalším změnám došlo 3. září 1990, kdy se ze stávajícího I. programu ČST stal celostátní federální kanál F1, zatím II. program byl rozdělen na dvě národní stanice: českou ČTV a slovenskou S1. Dne 1. července 1991 vznikla samostatná Slovenská televize, která pro F1 dodávala, podle dohodnutých pravidel, část pořadů. Česká televize byla zřízena 1. ledna 1992, a i tato instituce zajišťovala část programové skladby celostátního federálního kanálu. V roce 1992 tak Československá televize stanici F1 provozovala a vyráběla pro ni zpravodajství a publicistiku, zatímco ostatní pořady dodávaly obě národní televize. Provoz kanálu F1 i celé Československé televize byl ukončen rozpadem Československa 31. prosince 1992.
Česká část frekvenční sítě bývalé F1 byla od 1. ledna 1993 využita Českou televizí pro stanici ČT2, slovenská část pak Slovenskou televizí pro kanál STV2.